# Travaux pratiques

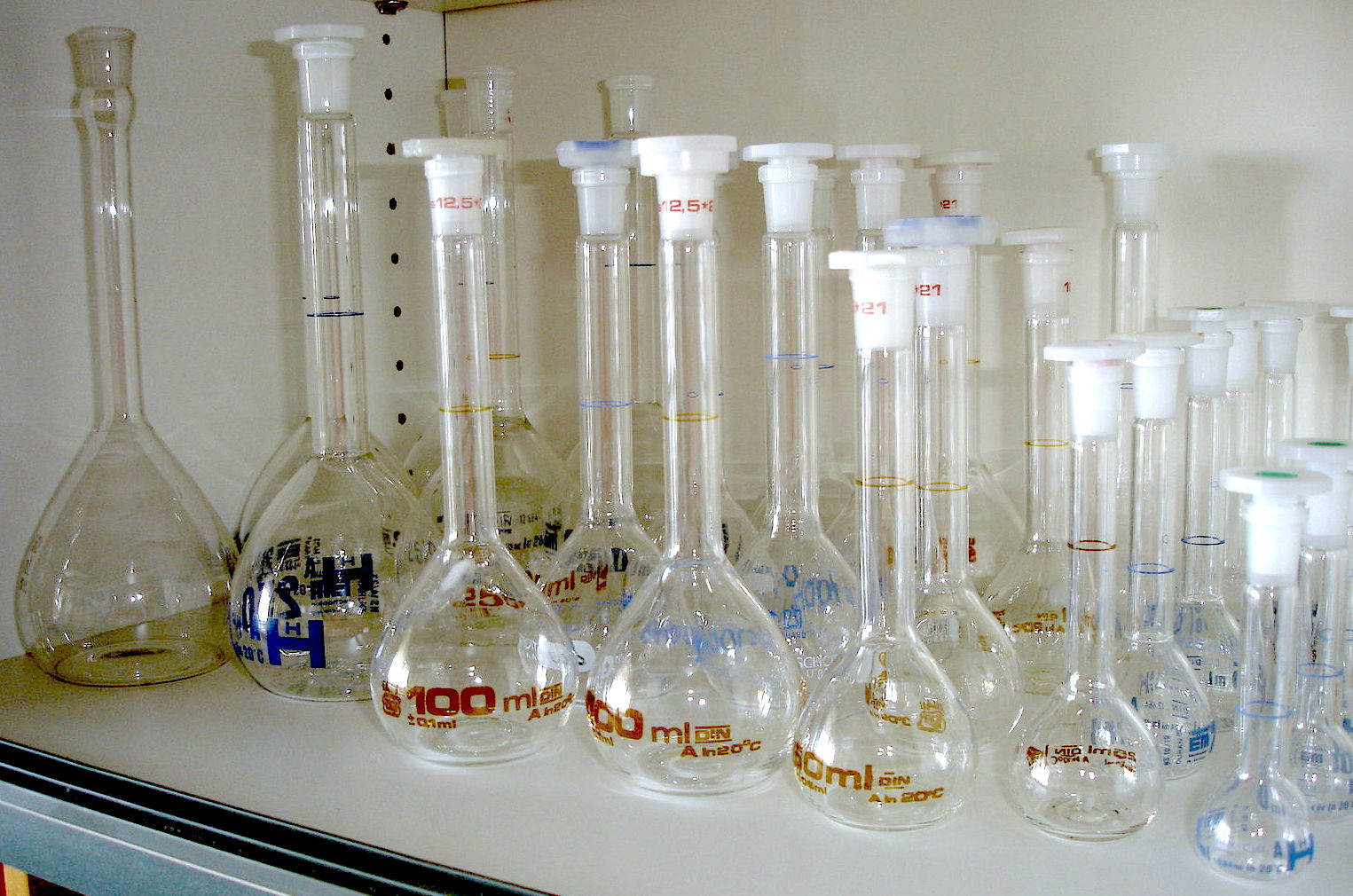
Fioles jaugées.

Les travaux pratiques, souvent abrégés en TP, constituent un type d'enseignement fondé sur l'apprentissage pratique avec en particulier la réalisation d'expériences permettant de vérifier et compléter les connaissances dispensées dans les cours théoriques.
Les travaux pratiques concernent généralement les sciences expérimentales. Contrairement aux autres types de cours qui se passent exclusivement à l'oral ou à l'écrit, les séances de travaux pratiques nécessitent souvent un matériel spécifique (verrerie et produits chimiques, circuits électriques, ordinateurs...). La salle de classe, de type laboratoire, affectée à ces travaux est généralement appelé Salle de travaux pratiques ou salle de TP.
Les travaux pratiques sont une mise en application (et une mesure de la maîtrise par les étudiants) de la méthode scientifique, basée sur la pose d'hypothèse, la conception d'un protocole expérimental, l'expérimentation, l'interprétation des résultats et le raffinement des hypothèses initiales.
Les travaux pratiques permettent de mettre en évidence les transferts et les techniques mis en œuvre dans les ateliers d’application et d'adapter les supports pédagogiques en fonction des techniques étudiées.